# World of Warcraft Trading Card Game
Das World of Warcraft Trading Card Game (kurz: WoW TCG) ist ein Sammelkartenspiel, das sich am MMORPG World of Warcraft von Blizzard Entertainment orientiert. Es erschien erstmals 2006 bei Upper Deck Entertainment, seit 2010 bei Cryptozoic Entertainment. Das Spiel wurde 2013 eingestellt.
Inhalt ist der Konflikt zwischen den beiden Fraktionen des Warcraft-Universums, der rechtschaffenen Allianz und der chaotischen Horde. Das Spiel wurde stetig um neue Möglichkeiten erweitert, so wurden als Novum im Genre die so genannten „Schlachtzüge“ aus der Computerspielvorlage übernommen, bei denen mehrere Spieler ihre Kräfte bündeln müssen, um herausragende Gegner, wie riesige Drachen, zu bekämpfen.
Es existiert eine große Szene, in der sowohl regelmäßige Tausch- und Spielabende als auch hochdotierte Weltmeisterschaften veranstaltet werden.

## Geschichte
Das Spiel wurde am 18. August 2005 von Upper Deck Entertainment angekündigt und schließlich am 25. Oktober 2006 zunächst in den USA veröffentlicht. Seit März 2010 erschien es bei Cryptozoic Entertainment. Dreimal im Jahr wurde das Spiel durch ein neues Set thematisch zusammenhängender Karten erweitert, wobei jedes Jahr einen sogenannten Block bildet, der sich wiederum einem Oberthema widmet. Es wird in spielfertigen Startpackungen, zufällig zusammengestellten Booster-Folienpackungen oder größeren Sammlersets vertrieben.
Am 23. August 2013 gab Blizzard Entertainment bekannt, dass das 21. Set Timewalkers: Reign of Fire das letzte veröffentlichte Set wäre und das Spiel danach eingestellt werden würde.

## Spieldetails
Jeder Spieler spielt mit einem 60-Karten-Deck und einer Heldenkarte. Der Held legt fest, welche anderen Karten im Deck gespielt werden dürfen (Verbündete bestimmter Fraktionen, charakteristische Fähigkeiten des Helden, Ausrüstungsgegenstände). Das Spiel startet damit, dass ein Spieler zunächst nur diese Heldenkarte kontrolliert. Er kann weitere Karten ausspielen, um seine Kräfte zu erweitern oder seiner Gruppe Verbündete hinzuzufügen. Wie in vielen anderen Sammelkartenspielen ist es das Ziel, durch Kampfhandlungen die Lebenspunkte des Gegners auf 0 zu reduzieren.
Ein nicht unerheblicher Teil des Spielspaßes ergibt sich zusätzlich aus dem Handel mit Spielkarten, dem Sammeln und dem individuellen Aufbauen von Decks.

### Spielformate
Spielformate legen fest, aus welchem Kartenvorrat ein Deck bestehen darf, um an einem Spiel teilzunehmen. Diese Regelwerke können auch kombiniert werden.

#### Classic, Core und Block
In einem Classic-Deck dürfen alle Karten gespielt werden, die je erschienen sind. Da dies einer unüberschaubaren Menge an Karten entspricht und es Spielstärkenunterschiede zwischen alten und neuen Karten gibt, wurde das populäre Core-Format ins Leben gerufen. Es beschränkt die zur Verfügung stehende Kartenauswahl auf die letzten beiden Blöcke. Als Nebeneffekt gestalten sich erfolgreiche Decks aufgrund einiger dominierender Karten meist monoton. Einen Schritt weiter geht das Block-Format, in dem nur die im aktuellen Block veröffentlichten Karten genutzt werden dürfen.

#### Constructed und Proxys
In einem solchen Deck dürfen auch sogenannte Proxys enthalten sein: Der Spieler besitzt die Karte nicht im Original. Er hat sie fotokopiert oder auf einem Zettel die notwendigen Daten (Ausspielkosten, Angriffskraft, Lebenskraft ggf. spezielle Effekte) notiert und verwendet diesen Proxy stellvertretend im Spiel. Ein Constructed-Deck hingegen besteht aus nur tatsächlich vorhandenen Karten.

#### Draft
In sogenannten Drafts (von engl. draft, ziehen) ziehen Teilnehmer reihum aus Boosterpackungen Karten. Der Zufall hält in hohem Maße Einzug in das Spiel, denn es gilt hier, aus den zufällig zur Verfügung gestellten Karten möglichst schlagkräftige Decks zusammenzustellen. Niemand kann sich auf vorher erstandene, besonders spielkräftige Karten verlassen, die aufgrund ihrer Seltenheit und ihres hohen Preises nicht jedem zugänglich sind.

#### Lazy Peon
Besonders bei Einsteigern beliebt ist dieses Format mit Freizeitcharakter, in dem nur Karten der beiden niedrigsten Seltenheitsstufen erlaubt sind. Entsprechende Karten sind jedem zugänglich und sehr kostengünstig, da bei erfahrenen Spielern meist im Überfluss vorhanden. Aber auch Experten werden durch diese Beschränkung herausgefordert, da sie das eigene Können in den Vordergrund stellt.

### Raiddecks
Neben dem klassischen 2-Spieler-Spiel gibt es sogenannte Raiddecks (von engl. raid, Schlachtzug), mit denen sich mehrere Spieler einer besonderen Herausforderung stellen können. Vorbild waren dabei die kooperativen Mehrspielerschlachtzüge in World of Warcraft. Für diesen Spieltyp werden ein Raid Master, ähnlich einem Spielleiter in Pen-&-Paper-Rollenspielen, sowie drei bis fünf normale Spieler benötigt. Der Raid Master kontrolliert das Raiddeck, gegen die sich die Gruppe stellt, während die Spieler den Schlachtzug repräsentieren. Die siegreichen Spieler können wertvolle Karten aus dem Schatz – eine beigelegte, nachkaufbare Kartenpackung – gewinnen.

## Artwork
Wie bei vielen Sammelkartenspielen wurden die Karten von mehreren Künstlern in verschiedenen Stilen entworfen, darunter Penny Arcades Mike Krahulik („Gabe“), Doug Alexander, Julie Bell, Mauro Cascioli, Matt Dixon, Alex Horley, Todd McFarlane, Jeremy Mohler, Ariel Olivetti, Dan Scott, Greg Staples, Mike Sutfin und Boris Vallejo.

## Karten

### Kartentypen
Es gibt folgende Karten-Typen:
- Held – Dies ist der Charakter, den ein Spieler spielt. Jeder Spieler beginnt mit einem Helden, der bestimmt, welche anderen Karten benutzt oder im Deck verwendet werden können. So können zum Beispiel Horden-Charaktere nur Horden-Verbündete haben. Die Heldenkarte gibt außerdem Auskunft darüber, wie viele Lebenspunkte der Held am Anfang des Spieles hat, sowie über Klasse, Rasse und Berufe. Darüber hinaus hat jeder Held eine einzigartige Fähigkeit, die nur einmal pro Spiel verwendet werden kann; ist dies geschehen, wird sie umgedreht.

- Fähigkeit – Fähigkeiten werden von der Hand, oft nach dem Bezahlen von „Ressourcen“, gespielt, um eine sofortige Wirkung im Spiel zu erzielen. Sie können entweder nur während des eigenen Zuges gespielt werden (dies ist der Normalfall) oder jederzeit, also auch während des gegnerischen Zuges, wenn dies auf der Karte vermerkt ist („Sofort-Fähigkeit“). Viele Fähigkeiten sind nicht von allen Klassen im Spiel nutzbar.

- Ausrüstung – Es gibt drei verschiedene Arten von Ausrüstungen: Rüstungen, Waffen und Gegenstände.
  - Rüstungen sind defensive Gegenstandskarten, die den Spieler vor Schaden schützen. Wenn eine Rüstung gespielt wurde, kann sie „erschöpft“ werden um den Schaden, den ein Spieler bekommt, zu reduzieren. Der Spieler kann nicht beliebig viele Rüstungsteile auf einmal tragen, so kann er zum Beispiel nur eine Brustrüstung gleichzeitig tragen. Rüstungen können über ihren schützenden Effekt auch weitere Eigenschaften besitzen, die die Fähigkeiten des Helden erweitern.
  - Waffen sind offensive Karten, die zum einen die Nahkampf oder Fernkampffähigkeiten des Helden erweitern, zum anderen aber auch andere Vorteile geben können. Wie Rüstungen, können die Spieler nur eine begrenzte Anzahl an Waffen auf einmal ausgerüstet haben. Um eine Waffe verwenden zu können, müssen zum einen die auf der Karte angegebenen Ressourcen bezahlt werden, sowie die Karte „erschöpft“ werden. Waffen können sowohl beim Angreifen, als auch beim Verteidigen verwendet werden.

- Gegenstände sind alle anderen Objekte aus dem Onlinespiel, wie Tränke, Schmuckstücke, Ringe und Taschen.

- Quest – Quests sind spezielle Karten, die als Ressourcen-Karten agieren. Quests können beendet werden, indem die aufgedruckte Bedingung erfüllt wird, um spezielle Aktionen zu ermöglichen, wie zum Beispiel eine weitere Karte zu ziehen. Danach werden die Quests umgedreht.

- Verbündeter – Verbündete sind Karten, die als weitere Charaktere dem „Helden“ im Kampf helfen. Sie sind größtenteils fraktionsspezifisch, was heißt, dass Horden-Verbündete nur Horden-Helden helfen, genauso bei der Allianz. Verbündete bleiben nach dem Ausspielen und Bezahlen der Kosten solange im Spiel, bis sie abgelegt oder getötet werden. Sie können angreifen oder angegriffen werden und geben dem Spieler, sofern auf der Karte entsprechend erwähnt, besondere Fähigkeiten.

- Beutekarte – Manchmal enthalten die Boosterpackungen seltene Beutekarten, die Sonderdrucke normaler Karten sind und zusätzlich einen freirubbelbaren Code enthalten, den man wiederum im Onlinespiel World of Warcraft gegen virtuelle Gegenstände eintauschen kann. Diese bringen einem im Spiel zwar keinerlei Vorteile, – es handelt sich um Spaßgegenstände, Haustiere oder Reittiere – haben jedoch einen gewissen Prestigewert aufgrund ihrer Seltenheit.

Jede Karte kann als „Ressource“ ausgespielt werden, jedoch nur eine pro Zug, sie sind vollkommen äquivalent und werden benötigt, um die verschiedenen Kosten der Karten zu bezahlen.

### Seltenheit der Karten
Die Farbe der Kartennummer steht für deren Seltenheit, weiß steht dabei für verbreitete (Common) Karten. Grün markiert seltene (Uncommon) Karten, während blau rare (Rare) und lila epische (Epic) Karten kennzeichnet. Orange Karten gelten als legendär (Legendary) und repräsentieren die Beutekarten.

## Erschienene Sets
Dreimal im Jahr erschien ein neues Set, welche in unregelmäßigen Abständen durch Raiddecks, Starter-Decks und andere Sonderausgaben, zum Beispiel zu den Weihnachtsfeiertagen, ergänzt wurden.

### Helden von Azeroth (Block 1)
- Helden von Azeroth (Azeroth) war der erste veröffentlichte Kartensatz und führte die grundlegenden Mechaniken des Spiels ein. Thematik ist die klassische Ausgabe von World of Warcraft vor Erscheinen jeglicher Erweiterungen.
- Durch das dunkle Portal (Dark Portal) erschien am 11. April 2007. Sie enthält die Neuheiten des WoW-Erweiterungspaketes Burning Crusade, wie die Völker der Blutelfen und Draenei. Als spielerische Neuerungen wurden die Schlüsselwörter „Als Ziel unanwählbar“ und „Falle“, sowie volksspezifische Karten eingeführt, die nur von Helden des entsprechenden Volkes gespielt werden können.
- Feuer der Scherbenwelt (Outland) erschien am 22. August 2007 und behob das Ungleichgewicht, dass zuvor beiden Spielerfraktionen nicht die gleichen Heldenunterarten (Talentspezialisierungen) zur Verfügung standen.

### Marsch der Legion (Block 2)
- Marsch der Legion (Legion) stellt den Kampf gegen die Dämonen der Brennenden Legion dar, die nun neben neutralen Karten der Fraktionen „Aldor“ und „Seher“ spielbar sind.
- Diener des Verräters (Betrayer) erschien Anfang 2008 und enthält doppelt so viele Heldenkarten wie üblich – also 36 Stück – bedingt dadurch, dass jeder normale Held noch als bösartige Verräter-Version vorhanden war. Passend dazu sind Karten enthalten, die nur mit diesen Helden spielbar sind.
- Die Jagd auf Illidan (Illidan), einen Dämonenherrscher, und seine Lakaien begann am 1. Juli 2008.

### Trommeln des Krieges (Block 3)
- Trommeln des Krieges (Drums) ist die erste Booster-Edition des dritten Blocks, der sich den Arenakämpfen aus dem Onlinespiel widmet. Mit ihr werden Orte, Zwei-Klassen-Fertigkeiten und PvP-Ausrüstungssets als neue Kartentypen eingeführt. Erscheinungstermin war der 28. Oktober 2008.
- Blut der Gladiatoren (Gladiators) führt die Arenakämpfe weiter.
- Felder der Ehre (Honor) erstreckt die Kämpfe auf Schlachtfelder.

### Krieg der Geißel (Block 4)
- Krieg der Geißel (Scourgewar) startete am 24. November 2009, damit ein neuer Block mit der Thematik des WoW-Erweiterungspaketes Wrath of the Lich King. Es beinhaltet dementsprechend eine neue Klasse, den sogenannten „Todesritter“.
- Pforte des Zorns (Wrathgate), ein Kampfschauplatz, wurde am 18. September 2010 freigegeben.
- Eiskrone (Icecrown) thematisiert den Kampf eines Verbunds aus Allianz und Horde, dem guten Argentumkreuzzug, gegen das Böse in Form der Untoten Geißel. Die üblichen Heldenkarten sind durch Pendants dieser Fraktionen ersetzt.

### Worldbreaker (Block 5)
- Weltenbrecher (Worldbreaker) erschien am 11. Januar 2011. Kurz nach dem Start der WoW-Erweiterung Cataclysm widmet sich dieses Set einem Weltenbeben.
- Krieg der Elemente (Elements) wurde am Ende April 2011 veröffentlicht und enthält viele Karten, die die vier Elemente repräsentieren.
- Drachendämmerung (Twilight) vom 30. Juli 2011 ergänzte das Spiel durch eine Vielfalt von Drachencharakteren.

### Aftermath (Block 6)
- Thron der Gezeiten (Throne) mit einer Unterwasserthematik erweiterte das Spiel am 11. Oktober 2011 um sogenannte Monster-Helden und -Verbündete, mit denen man nun auch Fabelwesen wie Murlocs, Oger und Naga spielen kann.
- Krone der Himmel (Crown) vom 7. Februar 2012 fügte dem Spielgeschehen Dryaden und Satyre hinzu.
- Gruft der Vergessenen (Tomb) erschien am 12. Juni 2012

### Time Walkers (Block 7)
- Krieg der Ahnen (Ancients) vom 2. Oktober 2012 ergänzte das Spiel durch Charakteren der klassischen Spiele Warcraft I – Warcraft III.
- Betrayal of the Guardian (Betrayal) wurde am 22. Februar 2013 veröffentlicht und erschien nur in englischer Sprache.
- Reign of Fire (Reign) wurde am 23. Juli 2013 veröffentlicht und erschien nur in englischer Sprache.

## Raiddecks
Die Raiddecks basieren jeweils auf den gleichnamigen Dungeons, die im Onlinespiel abendfüllende Herausforderungen für große Spielergruppen boten.
- Onyxias Hort war das erste Raiddeck. Das Set enthält 3 übergroße „Onyxia“-Heldenkarten, 60 Fähigkeitskarten, 20 Drachenwelpen-Spielsteine, 30 Ereigniskarten und ein Schatzkartenpaket mit 10 verschiedenen von 33 Schatzkarten. Letztere sind für den Gebrauch in Spielerdecks bestimmt.
- Geschmolzener Kern, ermöglicht den Spielern, sich entweder im normalen Modus durch sechs der zehn Gegner kämpfen, oder im „Full-Clear“-Modus durch alle zehn Gegner. Das Raiddeck enthält 137 Karten unter anderem 10 Übergroße Bosshelden, ein 45-Karten-Hauptdeck, ein 25-Karten-Endgegnerdeck, sieben Runenkarten, ein 30-Karten-Verbündetendeck und 20 Verbündetenspielsteine. Des Weiteren gibt es ein Schatzkartenpaket mit 10 zufälligen von 30 Rare Karten, welches die Spieler nach dem Sieg über den letzten Gegner erhalten. Es erschien am 30. Mai 2007.
- Magtheridons Kammer, erschienen am 9. Januar 2008, stellt wie Onyxias Hort den Kampf gegen einen einzelnen Bossgegner in den Vordergrund.
- Der Schwarze Tempel – der Kampf gegen diese Bastion der Dämonen erschien im September 2008.
- Naxxramas thematisiert den Kampf gegen eine ganze Festung voller Untoter.
- Im Assault on Icecrown Citadel stellen sich die Spieler dem böswilligen Lichkönig und seinen elf untoten Schöpfungen.

## Organized Play
Das Organized-Play-Programm für das World of Warcraft TCG bietet Veranstaltungen und Programme, welche den Käufern des Produkts die Möglichkeit geben soll mit dem Produkt zu spielen, mit anderen Spielern in Kontakt zu kommen und einen ordentlichen Mehrwert für ihre Karten zu bekommen.

### Battlegrounds
Battlegrounds sind ladenbasierte Veranstaltungen. Geschäfte besitzen ein Battlegrounds-Kit, welches Promokarten, T-Shirts und andere Kleinigkeiten enthält.

### Feiertagsveranstaltungen (Holiday Celebrations)
Über das Jahr verteilt, finden Turniere mit Bezug auf tatsächlich existierende Feiertage statt. Diese werden in einem vorher festgelegten Format ausgetragen. Diese Ereignisse finden auch jedes Jahr im MMORPG World of Warcraft statt.
- Februar – Love is in the Air (Valentinstag)[br]
- April – Nobelgarden (Ostern)
- June – Midsummer Fire Festival (Mittsommerfest)
- August – Brewfest (Braufest)
- Oktober – Hallows End (Halloween)
- Dezember – Feast if Winter Veil (Winterhauchfest)

Nimmt man an allen diesen Events im Jahr teil, so kann man den Erfolg „What a long, strange trip it's been“ erreichen. Dieser wird mit einzigartigen Preisen von Cryptozoic belohnt.

### Dunkelmond-Jahrmarkt (Darkmoon Faire – DMF)
Im Onlinespiel ist der Dunkelmond-Jahrmarkt von Silas Dunkelmond ein kleines Event, welches in jedem Monat abwechselnd bei der Allianz (vor Sturmwind) und bei der Horde (vor Donnerfels) durchgeführt wird.
Beim TCG war der Dunkelmond-Jahrmarkt ein großes Event, auf dem es neben einem großen Turnier auch viele kleine Events, LAN-Wettbewerbe, Jahrmarktstände und mehr gab. Die beiden ersten Events fanden in Austin, Texas vom 27. bis 29. April 2007 und in Frankfurt am Main vom 12. bis 13. Mai 2007 statt.

### Nationalmeisterschaften
Einmal im Jahr fanden in fast allen Ländern, in welchen das Spiel verbreitet war, nationale Meisterschaften statt. Spieler mussten sich vorher auf regionalen Turnieren, sogenannten Regionals für die Nationals qualifizieren.
Die erste deutsche Meisterschaft fand vom 8. bis 9. September 2007 in Fürth, die erste Österreichische am 22. September 2007 in Schwechat statt.

### Weltmeisterschaft
- Die erste Weltmeisterschaft fand zwischen 30. November bis 2. Dezember 2007 in San Diego statt. Weltmeister wurde der Franzose Guillaume Matignon, welcher ein Preisgeld von 100.000 US $ mit nach Hause nahm.
- Die zweite Weltmeisterschaft fand in Paris, Frankreich vom 16. bis 19. Oktober 2008 statt. Weltmeister wurde Jim Fleckenstein aus Virginia.
- Die dritte Weltmeisterschaft fand in Austin (Texas) vom 9. Oktober 2009 bis 11. Oktober 2009 statt. Weltmeister wurde William Postlethwait.
- Die vierte Weltmeisterschaft wurde Indianapolis vom 4. August bis 7. August 2010 ausgetragen. Weltmeister wurde der Deutsche Jonas Skali-Lami.
- Die fünfte Weltmeisterschaft wurde in Rotterdam, vom 10. November bis 13. November 2011 ausgetragen. Diese gewann der Deutsche Hans Joachim Höh.
- Die sechste Weltmeisterschaft fand vom 1. November 2012 bis 4. November 2012 in Atlanta statt. Den Titel des WoW TCG Weltmeister gewann der Amerikaner Brad Watson und setzte sich damit gegen den Franzosen Raphael Ait-Slimane durch.